# فنسنت كالارد
فنسنت كالارد هو منافس ألعاب قوى كندي، ولد في 22 نوفمبر 1895، وتوفي في 1976.

## وصلات خارجية
- فنسنت كالارد على موقع أوليمبيديا (الإنجليزية)